# Arielle Dombasle
Pour les articles homonymes, voir Sonnery, Dombasle et Fromental.
Arielle Dombasle est une actrice, chanteuse, réalisatrice, scénariste et meneuse de revue franco-américaine née le 27 avril 1953 à Hartford (Connecticut).
Elle se fait connaître du public français grâce aux films d'Éric Rohmer (Perceval le Gallois, Pauline à la plage), des séries télévisées comme Miami Vice ou Lace, ou encore des films grand public comme Un Indien dans la ville (1994) ou Astérix et Obélix contre César (1999). Elle a travaillé sous la direction de cinéastes aussi divers qu'Alain Robbe-Grillet (La Belle Captive), Werner Schroeter (Deux), Philippe de Broca (Amazone), Roman Polanski (Tess), Jean-Pierre Mocky (Crédit pour tous) ou Raoul Ruiz (Les Âmes fortes).
À partir de l'an 2000, Arielle Dombasle entame une carrière de chanteuse avec l'album Liberta, suivi en 2002 d’Extase (tous deux disques d'or) puis, en 2004, d’Amor Amor (disque de platine) suivi de l'album C'est si bon en 2006 et Glamour à mort en 2009 tous deux disques d'or.
Mariée à Bernard-Henri Lévy depuis 1993, elle joue sous la direction de celui-ci dans la pièce Le Jugement dernier en 1992, puis dans le film Le Jour et la Nuit en 1997.
Elle a également réalisé plusieurs films dont Chassé-Croisé (1982), Les Pyramides bleues (1988), Opium (2013), Alien Crystal Palace (2018) ou dernièrement Secrets de la princesse de Cadignan (2023).

## Biographie

### Enfance, famille et formation

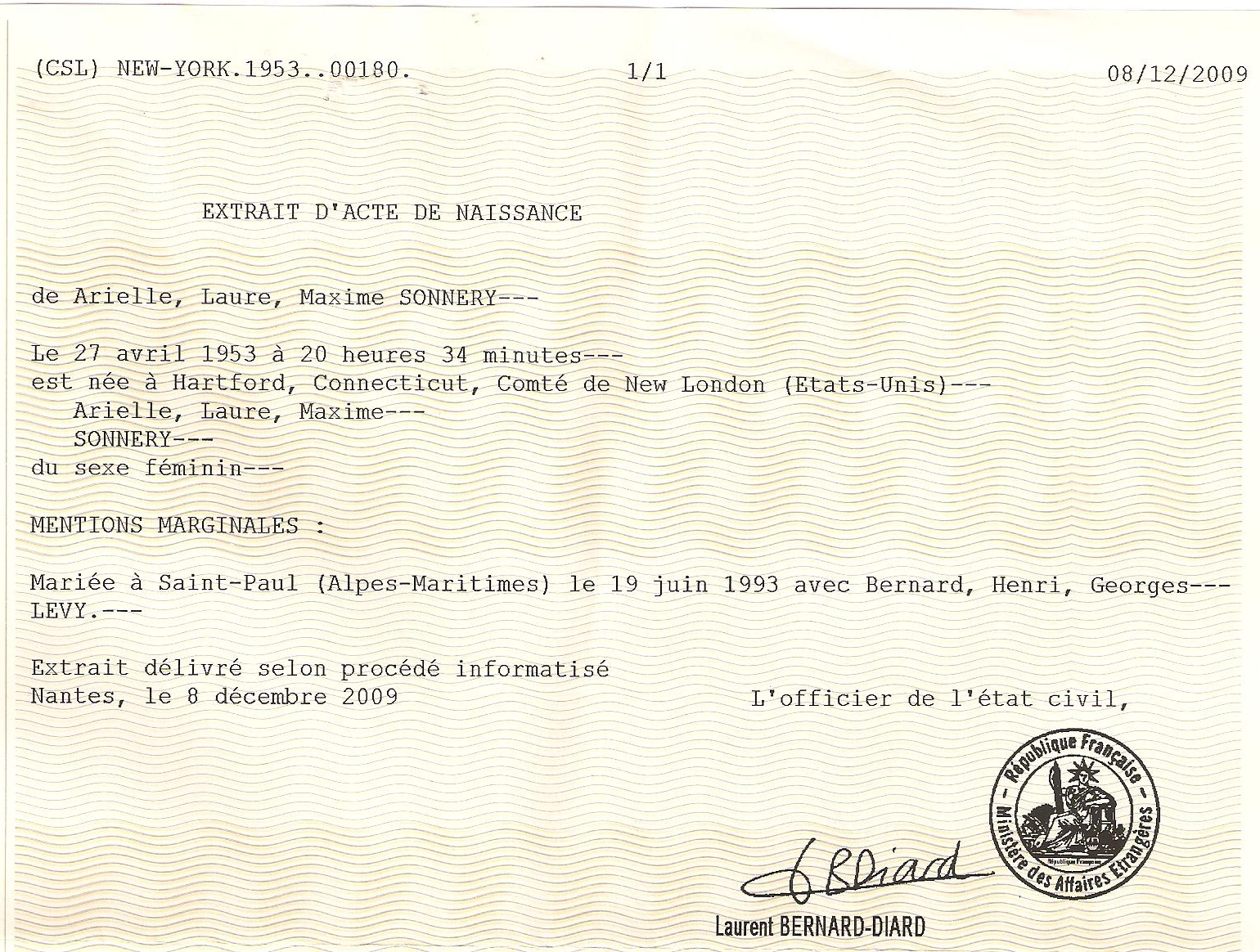
Extrait de l'acte de naissance
d'Arielle Sonnery.

Arielle Laure Maxime Sonnery, dite Arielle Dombasle, est née le 27 avril 1953 — ce qui reste contesté par une unique source — à Hartford dans le Connecticut,,,,,.
Franco-américaine, elle est la troisième enfant (après un fils Gilbert né en 1951 et une fille morte à sa naissance) de Jean-Louis-Melchior Sonnery, dit Sonnery de Fromental[source insuffisante], fils d'un industriel lyonnais, archéologue et collectionneur d'art précolombien, et de Francion Garreau-Dombasle.
Son grand-père maternel, Maurice Garreau-Dombasle, est consul de France à Calcutta (Empire des Indes) dans les années 1920. Il y épouse en secondes noces en 1926 Germaine-Alice Masset dite Man'ha Garreau-Dombasle (1898-1999), écrivain et poète, qui s'initie à la culture indienne durant les cinq ans passés au consulat de Calcutta. Elle traduit en français Les Amours de Radha et de Krishna de Rabindranath Tagore. Elle a également adapté au théâtre le roman Fahrenheit 451 de l'écrivain de science-fiction Ray Bradbury, auquel elle était très liée. Bradbury lui a dédié son roman The Halloween Tree (1972). Elle était l'amie de nombreux artistes, dont Paul Claudel, Octavio Paz, Benjamin Péret, Rufino Tamayo, Marie Laurencin ou Tamara de Lempicka.
Par la suite attaché commercial à l’ambassade française à Washington, Maurice est le premier diplomate français aux États-Unis à rejoindre le général de Gaulle exilé à Londres en 1940. Conseiller du général, il fonde la représentation de la France libre aux États-Unis la même année et il est ensuite le représentant spécial du général de Gaulle en Amérique latine, délégué du gouvernement provisoire d’Alger puis envoyé extraordinaire et ministre plénipotentiaire au Mexique du 17 août 1943 au 19 mars 1946.
Arielle Dombasle passe son enfance au Mexique, à New York, à Lyon et dans le sud de la France. Enfant, elle fait deux voyages de Mexico à Paris en 1955 et 1957 et réside au château de Chaintré près de Mâcon, propriété de ses grands-parents paternels depuis 1906. Après la mort de leur mère âgée de 34 ans, en 1964, elle et son frère aîné Gilbert sont élevés par leur grand-mère maternelle dans le Midi de la France durant un an. Arielle entre à l’École supérieure de danse de Cannes Rosella Hightower. Les deux enfants rejoignent ensuite leur père et sa nouvelle épouse, Laurence de Chazournes, au Mexique. Arielle pratique la danse classique et le théâtre dans une petite troupe qu'elle a montée à Mexico. En 1976, elle se rend à Paris pour suivre des cours de danse et de chant au Conservatoire international de musique de Paris, ainsi que des cours d'art dramatique et de comédie, d'abord au cours Simon, puis chez Andréas Voutsinás. Elle fréquente Le Palace et y rencontre ceux qui resteront ses amis tels le chausseur Christian Louboutin, le décorateur Vincent Darré, le mannequin Farida Khelfa, ou le duo de photographes Pierre et Gilles,.

### Carrière

#### Théâtre, cinéma et télévision
Arielle Dombasle apparaît, en 1979, dans un premier rôle au théâtre dans La Petite Catherine de Heilbronn de Heinrich von Kleist, mis en scène par Éric Rohmer au théâtre des Amandiers de Nanterre, où sa prestation est saluée, notamment par François Truffaut, qui écrit à propos d'elle : « La voix, les mouvements, les gestes, les regards, j'ai tout admiré dans votre création dans le spectacle de Kleist. […] Je voulais vous dire que vous êtes bien, très bien, quelqu'un de rare et de beau ».
Égérie d'Éric Rohmer, elle se fait connaître au cinéma en France avec Perceval le Gallois en 1979, et Le Beau Mariage en 1981. C'est également en 1981 qu'elle s'essaye au style érotique dans Les Fruits de la passion, film franco-japonais de Shūji Terayama avec Klaus Kinski et Isabelle Illiers. Mais c'est surtout le succès de Pauline à la plage, en 1982, qui lui donne sa notoriété auprès du public français. Toujours fidèle à Rohmer, elle joue dans L'Arbre, le Maire et la Médiathèque en 1993, et Les Rendez-vous de Paris en 1995. Elle mène parallèlement une carrière aux États-Unis ou en Angleterre. Elle se fait notamment remarquer dans Sins aux côtés de Joan Collins où elle est qualifiée d'« éblouissante » par Judy Flander et joue également dans des séries télévisées américaines comme Miami Vice ou Lace. C'est notamment par ce biais qu'elle se fait connaître en France.
Elle joue sous la direction des cinéastes les plus différents, notamment avec Roman Polanski dans Tess (1979) ; Shuji Terayama dans Les Fruits de la passion (1981) ; Alain Robbe-Grillet dans La Belle Captive (1982), Un bruit qui rend fou (1995) et Gradiva (2005) ; Raoul Ruiz dans Fado mineur et majeur (1993), Trois vies et une seule mort (1995), Le Temps retrouvé (1998) et Les Âmes fortes (2001) ; Patrick Mimouni dans Villa Mauresque (1993) et Quand je serai star (2005) ; Cédric Kahn dans L'Ennui (1998) ; Alejandro Pelayo dans Miroslava (2001) ; John Malkovich dans Hideous Man (2002) ; Anne Fontaine dans Nouvelle Chance (2006) ; Michel Houellebecq dans La Possibilité d'une île (2008) ; Jean-Pierre Mocky dans Crédit pour tous (2011) et À votre bon cœur, mesdames (2012).
Elle est également apparue dans la comédie populaire Un Indien dans la ville (1994) aux côtés de Patrick Timsit et de Thierry Lhermitte. Elle est ensuite à l'affiche de films français grand public tels Les Deux Papas et la Maman (1996) où elle joue le rôle-titre accompagnée de Smaïn et Antoine de Caunes, Astérix et Obélix contre César (1999) de Claude Zidi, dans lequel elle tient le rôle de Mme Agecanonix, Le Libertin (2000) avec Vincent Perez, Michel Serrault et Fanny Ardant.
Son époux, Bernard-Henri Lévy, lui offre en 1996 le rôle féminin principal de son premier film, Le Jour et la Nuit, aux côtés d'Alain Delon, Lauren Bacall et Karl Zéro. Qualifié par Claude Chabrol de « film le plus con de l'année », c'est un échec artistique et commercial retentissant.
Elle fait ses débuts de réalisatrice en 1982, avec Chassé-croisé. Suivront Les Pyramides bleues (1988), Opium (2013), une comédie musicale inspirée des amours de Jean Cocteau et de Raymond Radiguet, Alien Crystal Palace (2018), ainsi que les documentaires La Traversée du désir (2000), Barbie par Arielle (2010) et le court-métrage érotique Le Bijou indiscret dans la série X-Femmes (2008).
Au théâtre, elle joue pour la compagnie Renault-Barraud, en 1984, dans Retour à Florence de Henry James, puis en 1988, dans L'Absolu naturel de Goffredo Parise, mis en scène, l'un et l'autre, par Simone Benmussa. En 2003, elle joue le rôle de la Belle dans la comédie musicale de Jérôme Savary, La Belle et la Toute Petite Bête, à l'Opéra-Comique, puis, en 2010, le rôle de l'Ange bleu dans Don Quichotte contre l'Ange bleu, toujours de Jérôme Savary au théâtre de Paris. Jérôme Savary dira d'Arielle Dombasle : « Cette fille fait tout ! Elle chante, elle danse ; elle n'hésite pas à se mettre en danger... C'est une vraie comédienne ! » Du 17 décembre 2013 au 12 janvier 2014, elle joue le rôle Lana Turner dans El Tigre de Alfredo Arias, un opéra de Bruno Coulais, au théâtre du Rond-Point, à Paris. À partir du 13 janvier et jusqu'au 22 janvier 2017, Arielle Dombasle jouait dans Folle Amanda aux côtés de Michèle Bernier et Patrick Braoudé sur la scène du théâtre de Paris. Une captation de la pièce a été faite et diffusée en direct sur TF1 le samedi 21 janvier 2017.
À la télévision, Arielle Dombasle incarne notamment, en 2004, Sissi dans Sissi, impératrice rebelle de Jean-Daniel Verhaeghe, et Milady dans le téléfilm éponyme de Josée Dayan en 2006. Elle joue dans le téléfilm Les Frangines de Laurence Katrian, avec Michèle Bernier et Guillaume Gallienne. Ce fut l'une des plus fortes audiences de l'année 2005 sur TF1.
En septembre 2013, elle est l'une des vedettes de la série quotidienne Y'a pas d'âge sur France 2 aux côtés de Claude Brasseur, Carmen Maura et Marthe Villalonga.
Arielle Dombasle participe au film Valentin Valentin de Pascal Thomas, où elle joue le rôle de la mère du personnage principal, sorti en salles le 7 janvier 2015.
Après avoir collaboré avec Nicolas Ker sur l'album La Rivière Atlantique, Arielle Dombasle réalise un 4e long métrage, Alien Crystal Palace, dans lequel elle-même et Nicolas Ker ont les rôles principaux, et qui sort le 23 janvier 2019. Elle y met également en scène des amis et acteurs dont Michel Fau, Asia Argento, Ali Mahdavi, Christian Louboutin, Thaddaeus Ropac ou Jean-Pierre Léaud.
En 2023, elle obtient un rôle dans Alibi.com 2 de Philippe Lacheau. Elle apparaît également dans le documentaire Et dieu créa Barbie, aux côtés d’autres personnalités comme Lio et Frédérique Bel. Elle réalise son cinquième film Les Secrets de la princesse de Cadignan, qui est une adaptation des nouvelles Les Secrets de la princesse de Cadignan et Le Cabinet des Antiques d'Honoré de Balzac.
En 2025, Arielle Dombasle fait une apparition dans la série The Librarians: the Next Chapter.

#### Musique
Le chant a accompagné la carrière d'Arielle Dombasle dès son premier film, Perceval le Gallois (1978), dans lequel elle interprète des airs médiévaux.
En 1985, elle sort son premier 45 tours, la Cantate 78 de Jean-Sébastien Bach, en duo avec Octavian Loys,.
Je te salue mari sort en 1986 (dans le cadre de la campagne publicitaire des robes de mariée Pronuptia dessinées par Jean-Paul Gaultier).
Fin 1989, elle fait la rencontre de la chanteuse Emmanuelle. Celle-ci produit alors le single Amour Symphonique en 1990, chez Stiger Records (filiale d'AB Disques). Le clip de la chanson est réalisé par Éric Rohmer.
Se définissant elle-même comme « soprano dramatique », selon des critères non propres au lyrique, elle s'y consacre plus intensément à partir des années 2000. Ses cinq premiers albums mêlant pop et lyrique (Extase en 2000, Liberta en 2002, Amor, Amor en 2004, C’est si bon en 2006 et Glamour à Mort en 2009) ont été couronnés de quatre disques d'or dont deux doubles disques d'or et un double disque de platine,.
La pochette de l'album Extase a été réalisée par Pierre et Gilles.
Son album Glamour à mort, écrit et réalisé par Philippe Katerine, avec des arrangements de Gonzales et des mixes de Renaud Letang, a été salué par la presse à sa sortie.
En 2013, elle enregistre un album avec le groupe Era à Londres, inspiré à la fois par la musique sacrée, la musique de film et l'univers techno de la musique trance. Deux ans plus tard, en 2015, elle sort un nouvel album French Kiss avec le groupe Hillbilly Moon Explosion.
De juin à septembre 2015, l'organisation Opéra en plein air choisit pour ses tournées en France la représentation de La Traviata de Verdi sur une mise en scène d'Arielle Dombasle, avec une chorégraphie signée Rémy Yadan et des costumes de Vincent Darré.
Pendant près de trois ans, Arielle Dombasle a collaboré avec Nicolas Ker pour donner naissance à un album intitulé La Rivière Atlantique paru le 14 octobre 2016 chez Pan European Recording.
Le 15 décembre 2017, Laurent Ruquier annonce dans le quotidien Le Parisien qu'Arielle Dombasle, Mareva Galanter, Inna Modja et Helena Noguerra reformeront le groupe yé-yé Les Parisiennes dans le cadre de la sortie d'un album, le 27 avril 2018, et d'une tournée française qui a débuté le 24 mai 2018 aux Folies Bergère et prendra fin le 19 décembre 2018 à l'Olympia.
En 2020, Arielle Dombasle annonce la sortie de son nouvel album avec Nicolas Ker intitulé Empire. Après avoir annoncé une sortie le 24 avril 2020, la date est finalement repoussée au 19 juin 2020 à la suite de la crise sanitaire du coronavirus en France. Le premier single extrait de ce nouvel album s'intitule Just Come Back Alive.
Le 24 mai 2024, elle publie l’opus Iconics, comprenant les singles Fever (2022), Barbiconic (2022), Boys in the Backroom (2024), Diamonds Are Forever (2024) et Olympics (2024). Le 14 juillet 2024, lors des festivités autour de l'arrivée de la flamme olympique à Paris, Arielle Dombasle a été invitée à chanter Olympics sur le parvis de l'Hôtel de Ville de Paris. Sa performance lui a valu de nombreuses moqueries sur les réseaux sociaux. Le 13 décembre 2024, elle sort son premier single de Noël, une reprise du titre Jingle Bells avec des arrangements de Philippe Eveno,.

#### Radio
Depuis le 22 janvier 2016, Arielle Dombasle fait partie des sociétaires de l'émission Les Grosses Têtes sur RTL, présentée par Laurent Ruquier.

#### Autres activités
Du 11 au 18 février 2007, le Crazy Horse accueille Arielle Dombasle pour une série de 17 représentations exceptionnelles où une succession de 6 tableaux sont créés par Vincent Darré et Ali Mahdavi.
Avec la collaboration de Mauboussin, Arielle Dombasle co-signe en février 2016 le parfum Le Secret d'Arielle,, décliné en mai 2017 au format eau de parfum. La campagne promotionnelle est réalisée par l'artiste Leonardo Marcos.
À l'automne 2017, elle participe à la huitième saison de l'émission Danse avec les stars sur TF1, aux côtés du danseur Maxime Dereymez,, et termine huitième de la compétition.

### Engagement
Arielle Dombasle participe à des campagnes de sensibilisation, comme pour l'association PETA en septembre 2016. Pour cette association de défense des animaux, la comédienne, qui se dit végétarienne depuis ses vingt ans, apparaît nue avec le slogan suivant : « Il n'y a pas de fruit défendu, devenez végétarien ».
En 2020, Arielle Dombasle s'engage dans l'écologie en lançant, avec le soutien de la fondation Nicolas-Hulot, le défi #JeSauveUneSirène sur les réseaux sociaux pour sensibiliser les gens à ramasser le plastique sur les plages afin que la destruction des écosystèmes marins par le plastique prenne fin.
En décembre 2023, elle est signataire de la tribune controversée N'effacez pas Gérard Depardieu visant notamment à défendre la présomption d'innocence de Gérard Depardieu, alors accusé de viol, agression sexuelle et harcèlement sexuel.
Arielle Dombasle signe de nombreuses tribunes de l'association L214, une association qui lutte pour la défense des animaux,.

### Vie privée
Mariée en premières noces le 18 décembre 1976 au dentiste Paul Albou (d) (1925-2005), ce dernier étant âgé de vingt-sept ans de plus qu'elle, dont elle divorce en 1985, Arielle Dombasle épouse en secondes noces le 19 juin 1993 Bernard-Henri Lévy à Saint-Paul-de-Vence sur la Côte d’Azur.
Le 19 août 2010, Paris Match constate qu'elle crée une société de production de films, AD Céleste qui vient s'ajouter à ses autres activités, notamment artistiques (dans le cadre de la société « Dombasle Arielle » créée en 1994). La presse relaie que les statuts de l'entreprise stipulent le 27 avril 1958 comme date et Norwich comme lieu de naissance,. Le même jour sont publiés sur son site officiel ces date et lieu de naissance qu'elle aime avancer, sujet que longtemps elle ne souhaita alors pas aborder publiquement. Mais en 2011, Arielle Dombasle refuse de figurer dans le Who’s Who in France du fait d’un « désaccord avec le nombre d’années que veut lui attribuer la rédaction ». Le 20 janvier 2020, Arielle Dombasle créé la SCI Cirque dont l'associé est Bernard Lévy né en novembre 1948. Selon le RCS de Paris, la naissance d'Arielle Sonnery, nom d'usage : Dombasle, est avril 1953.

## Théâtre
- 1979 : La Fugue de Francis Lacombrade et Bernard Broca, musique Alexis Weissenberg, mise en scène Jean-Claude Brialy, théâtre de la Porte Saint-Martin
- 1979 : La Petite Catherine de Heilbronn d'Heinrich von Kleist, mise en scène Éric Rohmer, Maison de la culture de Nanterre
- 1985 : Retour à Florence d'après Henry James, adaptation Jean Pavans, mise en scène Simone Benmussa, théâtre Renaud-Barrault
- 1991 : L'Absolu naturel d'après Goffredo Parise, mise en scène Simone Benmussa, théâtre Renaud-Barrault
- 1991 : L'as-tu revue ?, mise en scène Olivier Benezech, Opéra-Comique
- 1992 : Le Jugement dernier de Bernard-Henri Lévy, mise en scène Jean-Louis Martinelli, théâtre de l'Atelier
- 2003 : La Belle et la Toute Petite Bête de Jérôme Savary, Opéra-Comique
- 2008 : Don Quichotte contre l'Ange bleu de Jérôme Savary, théâtre de Paris
- 2013 : El Tigre d'Alfredo Arias, mise en scène de l'auteur, théâtre du Rond-Point
- 2017 : Folle Amanda, de Pierre Barillet et Jean-Pierre Grédy, mise en scène Marie-Pascale Osterrieth, théâtre de Paris

## Filmographie

### Cinéma

#### Longs métrages
- 1978 : Perceval le Gallois d'Éric Rohmer
- 1979 : Je te tiens, tu me tiens par la barbichette de Jean Yanne
- 1979 : Tess de Roman Polanski
- 1980 : Justocœur de Mary Stephen
- 1981 : Les Fruits de la passion de Shūji Terayama
- 1981 : Une robe noire pour un tueur de José Giovanni
- 1981 : Putain d'histoire d'amour de Gilles Béhat
- 1982 : Chassé-croisé d'Arielle Dombasle
- 1982 : Le Beau Mariage d'Éric Rohmer
- 1982 : La Belle Captive d'Alain Robbe-Grillet
- 1983 : Pauline à la plage d'Éric Rohmer
- 1983 : Sans soleil de Chris Marker (documentaire)
- 1983 : Vera de Jean Seban
- 1984 : Los motivos de Berta de José-Luis Guerin
- 1984 : Mode in France de William Klein (documentaire)
- 1984 : Flagrant Désir de Claude Faraldo
- 1984 : The Boss's Wife de Ziggy Steinberg
- 1985 : La Nuit porte-jarretelles de Virginie Thévenet
- 1987 : Jeux d'artifices de Virginie Thévenet
- 1988 : Les Pyramides bleues d'Arielle Dombasle
- 1989 : Sauf votre respect de Guy Hamilton
- 1989 : Le Rêve du singe fou de Fernando Trueba
- 1991 : Lola Zipper d'Ilan Duran Cohen
- 1992 : Hors saison de Daniel Schmid
- 1992 : Villa Mauresque de Patrick Mimouni
- 1992 : L'Absence de Peter Handke
- 1993 : Miroslava d'Alejandro Pelayo
- 1993 : L'Arbre, le Maire et la Médiathèque d'Éric Rohmer
- 1993 : Grand Bonheur d'Hervé Le Roux
- 1994 : Fado majeur et mineur de Raoul Ruiz
- 1994 : Un Indien dans la ville d'Hervé Palud
- 1995 : Mécaniques célestes de Fina Torres
- 1995 : Les Cent et Une Nuits de Simon Cinéma d'Agnès Varda
- 1995 : À propos de Nice, la suite de Raoul Ruiz
- 1995 : Raging angels d'Alan Smithee
- 1995 : Les Rendez-vous de Paris d'Éric Rohmer
- 1995 : Un bruit qui rend fou d'Alain Robbe-Grillet et Dimitri de Clerq
- 1996 : Les Deux Papas et la Maman de Jean-Marc Longval
- 1996 : Trois vies et une seule mort de Raoul Ruiz
- 1997 : J'en suis ! de Claude Fournier
- 1997 : Le Jour et la Nuit de Bernard-Henri Lévy
- 1997 : Jeunesse de Noël Alpi
- 1998 : Que la lumière soit ! d'Arthur Joffé
- 1998 : Hors jeu de Karim Dridi
- 1998 : L'Ennui de Cédric Kahn
- 1999 : Astérix et Obélix contre César de Claude Zidi
- 1999 : C'est pas ma faute ! de Jacques Monnet
- 1999 : Les Infortunes de la beauté de John Lvoff
- 1999 : Le Temps retrouvé de Raoul Ruiz
- 2000 : Amazone de Philippe de Broca
- 2000 : Le Libertin de Gabriel Aghion
- 2000 : 30 ans de Laurent Perrin
- 2000 : Vatel de Roland Joffé
- 2001 : Bo, ba, bu d'Ali Khamraev
- 2001 : Les Âmes fortes de Raoul Ruiz
- 2001 : Gamer de Patrick Levy
- 2001 : Folle de Rachid en transit sur Mars de Philippe Barassat
- 2002 : Deux de Werner Schroeter
- 2003 : Lovely Rita, sainte patronne des cas désespérés de Stéphane Clavier
- 2004 : Albert est méchant d'Hervé Palud : Barbara (Monique) Lechat
- 2004 : Le Genre humain : Les Parisiens de Claude Lelouch
- 2004 : Quand je serai star de Patrick Mimouni
- 2005 : Le Courage d'aimer de Claude Lelouch
- 2006 : Gradiva d'Alain Robbe-Grillet
- 2006 : Nouvelle Chance d'Anne Fontaine
- 2008 : La Possibilité d'une île, de Michel Houellebecq
- 2008 : Sagan de Diane Kurys
- 2010 : El baile de San Juan de Francisco Athié
- 2010 : HH, Hitler à Hollywood de Frédéric Sojcher
- 2011 : Crédit pour tous de Jean-Pierre Mocky
- 2011 : Celles qui aimaient Richard Wagner de Jean-Louis Guillermou
- 2011 : La Mer à l'aube de Volker Schlöndorff
- 2012 : À votre bon cœur, mesdames de Jean-Pierre Mocky
- 2013 : Opium d'Arielle Dombasle
- 2014 : Valentin Valentin de Pascal Thomas
- 2018 : Salauds de pauvres de Patrice Leconte, Giedré, Sophie Forte, Christophe Alévêque, Manuel Pratt, Albert Meslay, Laurent Violet, Laurent Biras, Jean-Claude Deret, François Rollin, Phil Marboeuf, Christine Eché, Miguel-Ange Sarmiento, Dominique Meunier, Nadia Kozlowski-Bourgade
- 2018 : Ma mère est folle de Diane Kurys : Jess
- 2019 : Alien Crystal Palace d'Arielle Dombasle
- 2022 : Les Voisins de mes voisins sont mes voisins d'Anne-Laure Daffis et Léo Marchand
- 2023 : Swing Rendez-vous de Gérome Barry : Madame Raynal
- 2023 : Alibi.com 2 de Philippe Lacheau : la mère de Greg
- 2023 : La Fille et le garçon de Jean-Marie Besset
- 2023 : Les Secrets de la princesse de Cadignan d'Arielle Dombasle : Princesse de Cadignan

#### Courts métrages
- 1981 : Junkopia de Chris Marker : voix
- 1982 : Laissé inachevé à Tokyo d'Olivier Assayas
- 1983 : Rosette sort le soir de Rosette
- 1983 : Un été nommé désir de Frédéric de Foucault
- 1984 : Rosette prend sa douche de Rosette
- 1984 : Penelope Last de Fernando Cobo
- 1988 : Tokyo Days de Chris Marker
- 1991 : Mémoires d'Eric Summer
- 1996 : Soyons amis ! de Thomas Bardinet
- 1998 : Les Amis de Ninon de Rosette
- 2000 : Les Éléphants de la planète Mars de Philippe Barassat
- 2002 : Hideous Man de John Malkovich
- 2019 : Amor Maman de Roland Menou

### Télévision
- 1978 : Mazarin de Pierre Cardinal
- 1979 : Louis XI ou le Pouvoir central d'Alexandre Astruc
- 1980 : Catherine de Heilbronn d'Éric Rohmer : Kunigunde de Thurneck (captation vidéo de la mise en scène théâtrale)
- 1981 : Les Panthères de Philippe Masson
- 1981 : Histoires extraordinaires : Ligeia de Maurice Ronet
- 1981 : La Princesse lointaine de Jean-Pierre Prévost
- 1982 : Mozart de Marcel Bluwal
- 1982 : Les Dames à la licorne de Lazare Iglesis
- 1984 : Nuits secrètes (Lace) de William Hale
- 1985 : Vive la mariée de Jean Valère
- 1985 : Nuits secrètes 2 (Lace 2) de William Hale
- 1986 : Deux Flics à Miami épisode Definitely Miami de Rob Cohen
- 1986 : La Griffe du destin (Sins) de Douglas Hickox
- 1988 : Sueurs froides : Dernier week-end d'Hervé Palud
- 1989 : Incognito d'Alain Bergala
- 1989 : Le Saint, faux numéro de Marijan David Vajda
- 1989 : Le Tour du monde en quatre-vingts jours de Buzz Kulik
- 1989 : L'Or du diable de Jean-Louis Fournier
- 1990 : Moi, général de Gaulle de Denys Granier-Deferre
- 1990 : L'Homme au double visage de Claude Guillemot
- 1992 : La Mare aux crocodiles de Neal Sundstrom
- 1992 : Terror Stalks the Class Reunion de Clive Donner
- 1992 : Pour le meilleur et pour le pire de Clive Donner.
- 1994 : Red Shoe Diaries épisode Life Father, like Son de Rafael Eisenman
- 1995 : L'Annamite de Thierry Chabert
- 1997 : Maigret épisode Maigret et l'improbable Monsieur Owen de Pierre Koralnik
- 1997 : Opération Bugs Bunny de Michel Hassan
- 1997 : Le Désert de feu (Deserto di fuoco) d'Enzo G. Castellari
- 1998 : Ivre mort pour la patrie de Vincent Hachet
- 2000 : Les faux-fuyants de Pierre Boutron
- 2002 : Les Frangines de Laurence Katrian
- 2002 : La Bataille d'Hernani de Jean-Daniel Verhaeghe
- 2004 : Milady de Josée Dayan
- 2004 : Sissi, l'impératrice rebelle de Jean-Daniel Verhaeghe
- 2006 : L'Homme de ta vie de Laurence Katrian
- 2008 : Myster Mocky présente, épisode Dans le lac
- 2009 : Myster Mocky présente, épisode La Cadillac
- 2009 : Contes et nouvelles du XIXe siècle, épisode La Maison du chat qui pelote de Jean-Daniel Verhaeghe
- 2010 : Ni reprise, ni échangée de Josée Dayan
- 2010 : Roses à crédit d'Amos Gitaï
- 2011 : La Mer à l'aube de Volker Schlöndorff
- 2012 : Scènes de ménages : Ce soir, ils reçoivent de Francis Duquet
- 2013 : Doc Martin, épisode Madame Le Foll de François Velle : Hortense Malherbe/Le Foll
- 2014 : Magnum de Gaëtan Chataigner
- 2013 : Y'a pas d'âge (programme court)
- 2016 : The Geek Song avec Ametix
- 2017 : Fais pas ci, fais pas ça (saison 9, épisode 5)
- 2020 : Trop jeune pour moi de Jérémy Minui
- 2021 : Le Grand Restaurant : Réouverture après travaux de Romuald Boulanger
- 2022 : Plan Cœur (saison 3) de Noémie Saglio
- 2024: Murder Club de Renaud Bertrand
- 2024 : Livreur de Noël de Cécilia Rouaud : Olga
- 2025: The Librarians: The Next Chapter (saison 1, épisode 2) de David Titcher : Dame Anna Mirinoff

#### Réalisatrice-scénariste
- 1982 : Chassé-croisé
- 1988 : Les Pyramides bleues
- 2008 : Le Bijou indiscret, épisode de la série X-Femmes
- 2009 : La Traversée du désir, documentaire
- 2009 : Barbie by Arielle Dombasle
- 2010 : La Voiture d'Albert, documentaire
- 2013 : Opium
- 2018 : Alien Crystal Palace
- 2023 : Les Secrets de la princesse de Cadignan

## Discographie

### Albums
- 2000 : Liberta (disque d'or)
- 2002 : Extase (double disque d'or)
- 2004 : Amor Amor (disque de platine)
- 2005 : En concert à l'Olympia
- 2006 : C’est si bon (double disque d'or)
- 2009 : Glamour à mort (disque d'or)
- 2011 : Diva latina
- 2013 : Arielle Dombasle by Era
- 2015 : French Kiss (avec The Hillbilly Moon Explosion)
- 2016 : La Rivière Atlantique (avec Nicolas Ker)
- 2018 : Les Parisiennes (avec Mareva Galanter, Inna Modja et Helena Noguerra)
- 2020 : Empire (avec Nicolas Ker)
- 2024 : Iconics

## Distinctions

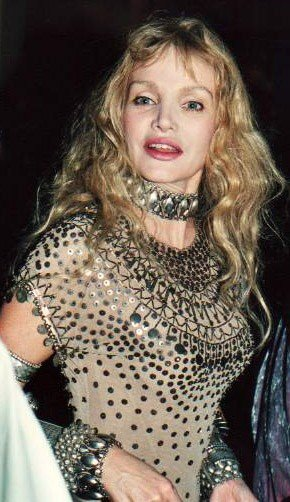
Arielle Dombasle en 2000 lors de la des César.

### Décorations
Le 13 juillet 2006, Arielle Dombasle est nommée au grade de chevalier dans l'ordre national de la Légion d'honneur au titre de « comédienne ; vingt-huit ans d'activités artistiques » puis faite chevalier de l'ordre le 28 février 2007 par le ministre de la culture, Renaud Donnedieu de Vabres, qui « rend hommage à tous ces visages qu'elle a bien voulu offrir à la grâce, à la beauté et au talent ».
Un arrêté du 14 février 2025 signé par la ministre de la Culture Rachida Dati nomme Arielle Dombasle au grade d'officière de l'ordre des Arts et des Lettres.

### Récompenses et nominations
En 1999, Arielle Dombasle est nommée à la 24e cérémonie des César dans la catégorie meilleure actrice dans un second rôle pour L'Ennui de Cédric Kahn.
En 2001, elle reçoit au Festival du film de Cabourg le prix de l'actrice la plus romantique pour Les Âmes fortes de Raoul Ruiz.
Le 4 février 2004, elle reçoit un trophée d'honneur au Festival International du Film de Luchon.
Le 5 décembre 2009, elle préside le jury pour l'élection de Miss France qui comprend notamment son ami de longue date Jean-Paul Gaultier, Farida Khelfa, Mareva Galanter, Xavier Deluc, Jimmy Jean-Louis et Jean-Luc Reichmann.
Le 17 décembre 2016, à Montpellier, Arielle Dombasle préside le jury de l'élection Miss France aux côtés de d'Ingrid Chauvin, Michèle Bernier, Malika Ménard, Amir, Christophe Barratier et Tony Yoka.
Le 24 mars 2019, Arielle Dombasle reçoit un prix d'honneur lors du Festival du Festival 2 Cinéma 2 Valenciennes.
Le 3 octobre 2024, Arielle Dombasle inaugure une cabine de plage à son nom dans le cadre du Festival du Film Britannique et Irlandais de Dinard où elle était la présidente de jury,.
Le 19 juin 2025, elle reçoit le Premio Pesaro 61 Award de la 61e édition de la Mostra Internazionale del Nuovo Cinema,.

### Autres nominations
Arielle Dombasle a fait l'objet d'un gag récurrent lors de chacune des sept cérémonies des Gérard du cinéma, parodie des Césars qui eut lieu entre 2006 et 2012, où elle est quasiment systématiquement la seule nommée, dans une catégorie fictive brodant autour de la dénomination « plus mauvaise actrice bénéficiant des réseaux de son mari ». Elle n'a cependant jamais pris part à aucune des cérémonies.